# BI-LO

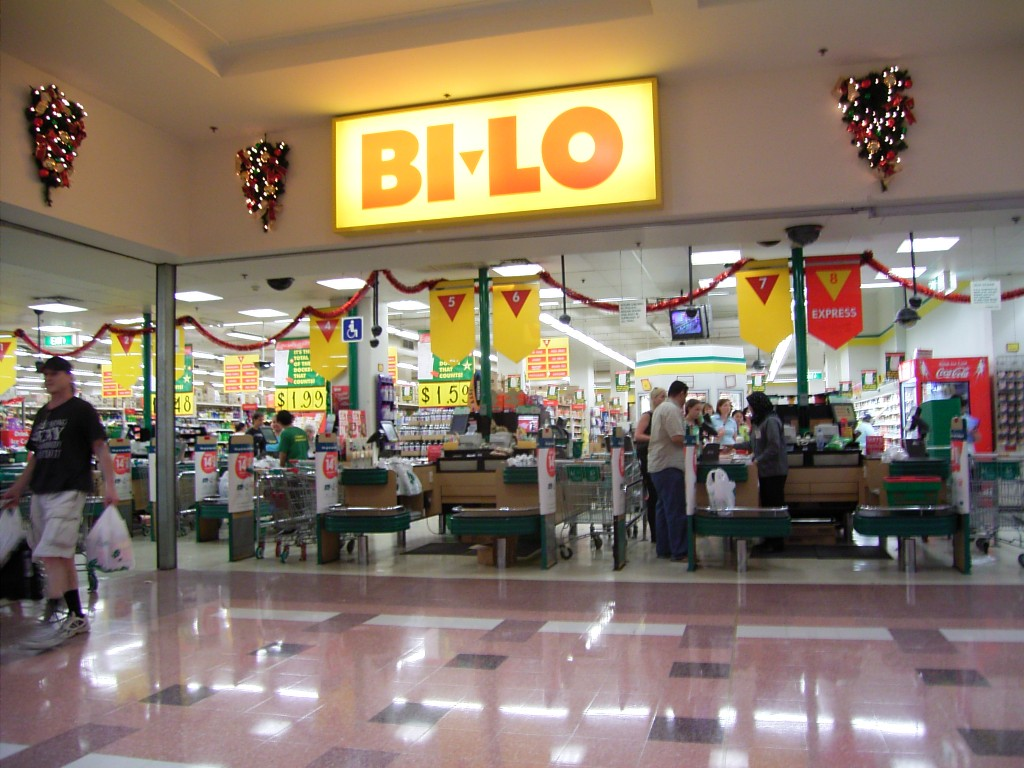
Supermercato BI-LO

BI-LO è una catena di supermercati australiana di proprietà di Wesfarmers (ex Coles Group).  Possedeva una catena di 180 outlet rimarchiati tra il 2006 e il 2007 come Coles Supermarkets.
Nell'ottobre 2008, Coles stabilì l'intenzione di creare una nuova catena per rimpiazzare gli ultimi negozi BI-LO.
Dal dicembre 2010 48 negozi della catena sono ancora aperti.